# Thyopsis cancellata
Thyopsis cancellata är en kvalsterart som först beskrevs av Protz 1896.  Thyopsis cancellata ingår i släktet Thyopsis och familjen Thyasidae. Inga underarter finns listade i Catalogue of Life.